# Stygnomma bispinatum
Stygnomma bispinatum is een hooiwagen uit de familie Stygnommatidae.